# Parauta
Parauta is een gemeente in de Spaanse provincie Málaga in de regio Andalusië met een oppervlakte van 44,00 km². Parauta telt 230 inwoners (1 januari 2016).

## Demografische ontwikkeling
Bron: INE, 1857-2011: volkstellingen